# Brendon Small's Galaktikon II: Become the Storm
Brendon Small's Galaktikon II: Become the Storm è il secondo album in studio da solista del cantante e autore televisivo statunitense Brendon Small, pubblicato nel 2017.

## Tracce
Testi e musiche di Brendon Small.
1. Some Days Are for Dying – 4:14
2. Icarus Six Sixty Six – 3:34
3. The Agenda – 3:40
4. The Ocean Galaktik – 7:42
5. My Name Is Murder – 3:18
6. Become the Storm – 4:51
7. Nightmare – 4:06
8. Could This Be the End – 5:30
9. To Kill a God – 4:18
10. Exitus – 4:14
11. Rebuilding a Planet – 5:35

## Formazione
- Brendon Small – voce, chitarra, tastiera
- Bryan Beller – basso
- Gene Hoglan – batteria